# Neonauclea obversifolia
Neonauclea obversifolia är en måreväxtart som först beskrevs av Theodoric Valeton, och fick sitt nu gällande namn av Elmer Drew Merrill och Lily May Perry. Neonauclea obversifolia ingår i släktet Neonauclea och familjen måreväxter. Inga underarter finns listade i Catalogue of Life.